# Safia angulata
Safia angulata är en fjärilsart som beskrevs av William Schaus 1911. Safia angulata ingår i släktet Safia och familjen nattflyn. Inga underarter finns listade.